# Ufein
Ufein (in somalo Ufeyn), è una città della Somalia situata nella regione di Bari sulla strada a metà tra Bosaso e Scusciuban ai piedi della catena montuosa desertica dell'Ahl Mascat non lontano dal confine con la regione di Sanag.